# Tabia Charles
Tabia Hasina Charles (ur. 6 kwietnia 1985 w Toronto) – kanadyjska lekkoatletka specjalizująca się w trójskoku oraz skoku w dal.

## Kariera sportowa
Reprezentowała Kanadę podczas igrzysk olimpijskich w 2008 roku zajmując w tych zawodach dziesiąte miejsce wśród skoczkiń w dal. W 2010 odpadła w eliminacjach skoku w dal na halowych mistrzostwach świata, a na koniec sezonu wywalczyła dwa brązowe medale igrzysk Wspólnoty Narodów w konkursie trójskoku i skoku w dal.
Wielokrotna medalistka mistrzostw Kanady w różnych konkurencjach (podczas czempionatu w 2010 roku wygrała skok w dal i trójskok).
Rekordy życiowe: skok w dal – hala: 6,60; stadion: 6,82; trójskok – hala 14,02; stadion 13,99. Dwa ostatnie wyniki są aktualnymi rekordami Kanady.

## Osiągnięcia
| Rok  | Impreza                    | Miejsce    | Konkurencja | Lokata            | Wynik |
| ---- | -------------------------- | ---------- | ----------- | ----------------- | ----- |
| 2008 | Igrzyska olimpijskie       | Pekin      | skok w dal  | 10. miejsce       | 6,47  |
| 2010 | Halowe mistrzostwa świata  | Doha       | skok w dal  | el. – 15. miejsce | 6,32  |
| 2010 | Igrzyska Wspólnoty Narodów | Nowe Delhi | trójskok    | 3. miejsce        | 13,84 |
| 2010 | Igrzyska Wspólnoty Narodów | Nowe Delhi | skok w dal  | 3. miejsce        | 6,44  |